# Al-Zughbah
Al-Zughbah (tiếng Ả Rập: الزغبة) là một ngôi làng Syria nằm trong phó huyện Hamraa của huyện Hama, Hama. Theo Cục Thống kê Trung ương Syria (CBS), al-Zughbah có dân số 758 người trong cuộc điều tra dân số năm 2004. Cư dân của nó chủ yếu là Alawites.